# Москва в годы Гражданской войны
Москва в годы Гражданской войны — период в истории Москвы, хронологически связанный с периодом Гражданской войны в России 1917—1922 гг.

## Вооружённое восстание большевиков в Москве в октябре 1917 года
Во время Октябрьского вооружённого восстания большевиков в Петрограде 25 октября 1917 года город Москва оказался крупнейшим из городов, где восставшим было оказано серьёзное вооружённое сопротивление. C 25 октября по 2 ноября 1917 года в Москве развернулись наиболее длительные и упорные бои.

### Предыстория события
25 октября делегат II Всероссийского съезда Советов Ногин отправил в Москву телеграмму о восстании в Петрограде. После чего в Москве было принято решение о создании Военно-революционного комитета (ВРК) для поддержки вооружённого выступления в Петрограде.
Ситуация в Москве перед началом восстания отличалась от ситуации в Петрограде. В ходе выборов в Московские и районные Советы рабочих депутатов в сентябре — октябре 1917 года партия большевиков одержала победу, однако Совет рабочих депутатов в Москве не был объединён с Советом солдатских депутатов, в котором были сильны симпатии по отношению к более умеренным социалистическим партиям. Ситуация осложнялась тем, что Московская дума предпринимала шаги по объединению антибольшевистских сил. В сложившейся ситуации руководство московских большевиков занимало более осторожную позицию, чем ЦК: ещё за несколько дней до восстания оно выступало против вооружённого захвата власти.

### Начало боевых действий
Боевые действия начались по инициативе партийного боевого центра большевиков днем 25 октября, который захватил своими патрулями почтамт Москвы. Было издано распоряжение «о прекращении выхода „буржуазных“ газет» методом силового занятия типографий.

### Сопротивление
27 октября находившиеся в Москве офицеры, готовые оказать сопротивление большевистскому перевороту, собрались в здании Александровского военного училища. Их возглавил начальник штаба Московского военного округа полковник К. К. Дорофеев. Силы сторонников Временного правительства, собравшихся в училище, составляли около 300 человек (офицеры, юнкера, студенты). Они заняли подступы к училищу со стороны Смоленского рынка (конец Арбата), Поварской и Малой Никитской, продвинулись от Никитских Ворот до Тверского бульвара и заняли западную сторону Большой Никитской улицы до здания Московского университета и Кремля. Добровольческий отряд студентов получил название «белая гвардия». Полковник В. Ф. Рар организовал оборону казарм 1-го кадетского корпуса в Лефортове силами кадет старших классов. С. Н. Прокопович, единственный министр Временного правительства, находившийся на свободе, 27 октября прибыл в Москву, чтобы организовать сопротивление большевикам.
Бои происходили в районе Остоженки и Пречистенки, у Никитских ворот, на Тверском бульваре, в Лефортове, артиллерийскому обстрелу подвергся Кремль. Погибло более тысячи человек. Утром 3 ноября 1917 года противники большевиков прекратили сопротивление. 

## Перенос столицы из Петрограда
Через несколько месяцев после революции в Петрограде начались забастовки банковских чиновников и учителей, служащих почты и телеграфа, ряда ведомств и госучреждений. Не остались в стороне и промышленные предприятия. В городе беспредельничали многочисленные солдаты-дезертиры, опасные бывшие офицеры, разного рода гражданские и военные беженцы, а также матросы, которые занимались практически открытым бандитизмом и мародёрством.
После зашедших в тупик переговоров с Германией 18 февраля её войска перешли в наступление по всему фронту. 2 марта близость германских войск оказалась к Петрограду такой, что её артиллерия начала обстрел города. Примерно в это время было принято решение о переносе столицы.
12 марта 1918 года Владимир Бонч-Бруевич подписал «Извещение о переезде в Москву». В тот же день Троцкий от имени ВРК при Петросовете опубликовал в «Известиях ВЦИК» следующее правительственное сообщение:

…Совет Народных Комиссаров и Центральный Исполнительный Комитет выехали в Москву на Всероссийский Съезд Советов. Уже сейчас можно почти с полной уверенностью сказать, что на этом Съезде будет решено перенести столицу из Петрограда в Москву. Этого требуют интересы всей страны. Германские империалисты, навязавшие нам свой аннексионистский мир, остаются смертельными врагами Советской власти. Сейчас они открывают поход против революционной Финляндии. При этих условиях Совету Народных Комиссаров невозможно дольше оставаться и работать в Петрограде, в расстоянии двухдневного перехода от расположения германских войск.
…Граждане! Если вы спокойно взвесите указанные обстоятельства, то вы поймете, что с перенесением столицы военная безопасность Петрограда чрезвычайно возрастает. Для какой бы то ни было паники не может быть и не должно быть места. Незачем говорить, что и после временного перенесения столицы Петроград остается первым городом российской революции. Все меры, какие необходимы для его внешней и внутренней безопасности и продовольствия его населения, принимаются со всей энергией. На Революционный Комиссариат возложена обязанность охранения в Петрограде Советской власти и революционного порядка. Эта задача будет выполнена до конца…

16 марта перенос столицы был окончательно узаконен IV Съездом Советов, а «Извещение о переезде в Москву» 30 декабря 1922 года подтвердил 1-й Всесоюзный съезд Советов.

## Жизнь населения Москвы в годы Гражданской войны
В годы гражданской войны в городе действовала карточная система распределения продуктов. Однако, например, в июле 1919 года семьи рабочих получали по карточкам лишь четверть необходимых продуктов, остальные добывались путем покупки или обмена на «черном рынке». Семьи служащих получали по карточкам лишь пятую часть необходимого им хлеба. Выдача дров рабочим производилась через заводские комитеты по мере поступления дров в Москву, но оно было нерегулярным. Ради отопления домов жители разбирали заборы и обветшавшие дома. Только лишь зимой 1917-18 годов в Москве на дрова было разобрано 3200 деревянных строений, прежде всего на окраинах.
Вот как описывали Москву в ноябре 1919 года в своих учебных сочинениях слушатели Московского городского народного университета им. А. Л. Шанявского (фактически это были подготовительные курсы для желающих поступить в высшие учебные заведения):

Холодный ветер пронизывает большие неотопленные квартиры. В побитые стекла окон, террас пробирается ранний снег. Холодные грязные комнаты напоминают склады без транспорта. Грязные, с облезлою наружностью, потрепанные фасады домов с худыми кровлями печально смотрят на безжалостно разрушаемые обитателями для топлива дома. Столетние парки гибнут под звуки топора. Сады, обнесенные резной оградой, мостики, перекинутые через каналы, разбираются идущими прохожими. Огромные белые вывески с красными буквами и номерами висят в воздухе. Непрерывные очереди тянутся длинными хвостами. Оборванные, полураздетые, изнуренные люди злобно встречают и провожают каждого проходящего. 

Сильно все изменилось в Москве за последний год. Мало она стала походить на столицу. Поисчезли все заборы, все телеграфные столбы. Ими поддерживают московские жители мало-мальски выносливую температуру в своих заледенелых квартирах. Когда идешь вечером по улице со всех сторон раздается треск: это москвичи собирают себе топливо. Кто посмелее, тот поломает забор, сложит его на саночки и свезет к себе домой, другие растаскают бревна от разрушенного для топлива дома; кто оторвет водосточную трубу или стянет где-нибудь кусок железа для маленькой печки, которая служит сейчас почти для всех источником тепла. Сильно удручающее впечатление производят эти разрушенные почти на всех улицах дома. Ни днем, ни ночью нет спокойствия в столице. Ночью жители занимаются грабежом, днем ищут себе пропитания. Чуть не с шести часов утра поднимается суета на улице. Кто спешит на «Общероссийскую Сухаревку» подловить какого-нибудь мешочника, чтобы купить себе хлеба или пшена; другие, чтобы повыгоднее продать свои же собственные вещи. Ближе к 10 час. уже многие спешат на службу, нередко падая и спотыкаясь на все тротуарные ямы и рытвины. В воскресные же и праздничные дни вся жизнь столицы сосредотачивается на Сухаревке. Со всех концов Москвы и даже с окрестностей стекаются на этот сутолочный рынок. Одни, чтобы купить, другие, чтобы продать, третьи, чтобы нажить. Кажется, что в эти дни жизнь в местах, находящихся далеко от Сухаревки, совсем замирает. Какая ужасная бесцельная жизнь. Разрушены все планы, намеченные в моей юности. Теперь приходится сидеть и мерзнуть целый день на службе. Придешь домой — такой невыносимый холод; негде отогреться. Вечером не хочется никуда идти, зная, что трудно потом будет добраться опять домой. Свету нет, трамваев нет, только и может выручить случайно попавшийся по дороге ломовик, который, сжалившись, посадит на телегу и довезет до назначения. Это — «новые трамваи», как говорят теперь москвичи. Вечером, возвращаясь от Шанявского, бежишь бегом домой. На улицах темно и жутко. Тишина нарушается лишь только треском от ломания заборов и изредка попавшимся по пути автомобилем, который освещает путь. Бежишь по мостовой, спотыкаясь и падая, все думаешь о кипящем самоваре, который дожидается тебя дома. Отогревшись немного чаем, ложишься хотя и в холодную постель, но засыпаешь и только тогда забываешь всю мирскую суету и теперешнюю тяжелую жизнь.

## Передел квартир
12 декабря 1917 года Моссовет принял постановление о городских недвижимостях, согласно которому началась выборочная муниципализация (передача в собственность города) домовладений. Управление муниципализированными домами передавалось домовым комитетам, которые избирались на общем собрании жильцов. К апрелю 1918 года было муниципализировано более 4 тыс. самых крупных домовладений (около 14,3% всего жилого фонда города), где проживали около 47% жителей столицы.
11 сентября 1918 года Моссовет издал постановление «О порядке реквизиции жилых помещений и движимого имущества», в котором впервые был сформулирован «принцип изыскания и предоставления рабочим жилых помещений за счет буржуазно-паразитических элементов». 26 октября 1918 года было принято постановление «Об учёте и распределении жилых и нежилых помещений в г. Москве». В нём устанавливался минимальный порог при «уплотнении» (2 кв. сажени на 1 взрослого человека, около 9 м²).
В служебной инструкции, выработанной ЖЗО Моссовета, всё городское население делилось на четыре категории:
- «организованные коммунисты», семьи красноармейцев, находившихся на фронтах гражданской войны — «получают всё и остаются на своих квартирах»;
- рабочие, мелкая и средняя интеллигенция могли претендовать на получение «хороших комнат в других домах»;
- «крупная интеллигенция», советские служащие, «буржуа, не имевшие недвижимости» уплотнялись согласно норме;
- «буржуа, ликвидировавшие свои дела и живущие спрятанными капиталами или имеющие собственность» выселялись из Москвы, «у них отбирается все и выдается только „походный паек“: пара белья, подушка, одеяло, то есть, что полагается красноармейцу, уезжающему на фронт».

В результате осенью 1918 года из Москвы было выселено 3 197 «буржуазных семей» (около 15 тысяч человек), а в их квартиры было вселено более 20 тысяч рабочих. Всего же за 1918-1924 годы в Москве в более благоустроенные квартиры было переселено почти 500 тысяч.
С 1918 года создавались также «дома-коммуны», которые располагались неподалёку от фабрик и заводов и предназначались только для семей их рабочих. К 1921 году в Москве было 514 домов-коммун, в которых проживало 56271 рабочий и 28782 служащих с семьями.

## Промышленность
Уже к концу 1918 года в Москве были национализированы все 55 крупных предприятий города. К 1920 году в Москве было 740 государственных предприятий, на которых было занято более 90% всех московских рабочих. 

## Мобилизация на фронт
29 мая 1918 года ВЦИК принял постановление «О принудительном наборе в рабоче-крестьянскую армию». 17 июня 1918 года СНК РСФСР объявил призыв в РККА рабочих Москвы и её пригородов 1896 и 1897 годов рождения. 2 июля 1918 года были мобилизованы рабочие Москвы ещё трех возрастов (1893-1895), ранее служившие в артиллерии и инженерных войсках. К 15 июля 1918 года всего было призвано 10 тыс. москвичей. Мобилизации происходили и далее.
В 1919 году в связи с наступлением Деникина в Москве было введено военное положение. В октябре 1919 года в городе прошла «Неделя обороны», в ходе которой создавались вооруженные рабочие дружины. На строительстве оборонительных рубежей, защищавших Москву, было занято 120 тыс. человек.